# Карл фон Валдбург-Цайл
Карл Йозеф Франц Вилхелм Кистиан Георг Кристиниан фон Валдбург-Цайл-Зиргенщайн (на немски: Karl Joseph Franz Wilhelm Georg Christian von Waldburg-Zeil; Graf von Waldburg-Syrgenstein; * 18 декември 1841 в Нойутраухбург, Алгой; † 30 януари 1890 в дворец Зиргенщайн при Хайменкирх в Швабия) е
граф на Валдбург-Цайл-Зиргенщайн, офицер и изследовател на натурата. Той е известен чрез изследователските си пътувания в Шпитцберген и Сибир през 1870, 1876 и 1881 г.
Той е третият син на 3. княз Константин фон Валдбург-Цайл (1807 – 1862) и съпругата му графиня Максимилиана фон Кват цу Викрат и Исни (1813 – 1874), дъщеря на граф Вилхелм Ото Фридрих Алберт фон Кват цу Викрат и Исни (1783 – 1849) и графиня Мария Анна фон Турн-Валсасина (1788 – 1867).
Карл фон Валдбург-Цайл следва лесовъдство в университет Хоенхайм/Вюртемберг и в Лайпциг. След това той започва военна кариера и напуска като майор през 1888 г.
Карл фон Валдбург-Цайл е направен граф на Валдбург-Зиргенщайн на 16 август 1885 г. в Бавария. Той е офицер и изследовател на натурата.

## Фамилия
Карл фон Валдбург-Цайл се жени на 16 ноември 1882 г. в дворец Кислег за братовчедката си Мария Евгения София Ксаверина Гизела фон Валдбург-Цайл-Вурцах (* 4 юни 1857, Райхенбург; † 6 януари 1924), дъщеря на 4. княз Еберхард II фон Валдбург-Цайл-Вурцах (1828 – 1903) и графиня София Евгения Франциска Хелена Дубски-Требомислиц (1835 – 1857). Бракът е бездетен.
Вдовицата му Мария Евгения София Ксаверина Гизела фон Валдбург-Цайл-Вурцах се омъжва втори път на 4 май 1891 г. в Брегенц (развод 1908) за фрайхер д-р Карл Хайдлер фон Егерег († 10 юли 1917, Кислег).